# Brookesia confidens
Brookesia confidens Glaw, Köhler, Townsend & Vences, 2012 è un piccolo sauro della famiglia Chamaeleonidae, endemico del Madagascar.

## Descrizione
È un camaleonte di piccola taglia, che supera di poco i 2 cm di lunghezza.

## Distribuzione e habitat
L'areale della specie ricade all'interno della riserva speciale dell'Ankarana, nel Madagascar settentrionale.